# Viktor Dvirnyk
Viktor Henadijovyč Dvirnyk (ukrajinsky Віктор Генадійович Двірник, * 28. února 1969, Kyjev) je bývalý ukrajinský fotbalista, který většinu kariéry strávil v českých a slovenských prvoligových klubech. Do roku 1989 působil na rodné Ukrajině, začínal v B-týmu Dynama Kyjev, poté hrál za FC Dynamo Bila Tserkva a FC Sudostroitel Mykolaiv. Poté působil na Slovensku a v českých zemích, hrál za TJ Chemlon Humenné (1990–1991), Inter Bratislava (1990–1992, 1995), Spartu Praha (1992–1994), Bohemians (1994–1995, 1996–1997). Se Spartou získal tři mistrovské tituly (1993, 1994, 1995), jeden československý a dva české. V československé, české a slovenské lize odehrál 117 utkání a vstřelil 47 branek (22 v Interu, 13 ve Spartě, 12 v Bohemce). Krátce působil i v českém třetiligovém klubu SK Český Brod (1997). Hrál i nejvyšší řeckou a chorvatskou ligu: AEL 1964 FC (1995–1996), NK Mladost 127 (1997–1999) a NK Istra (1999–2000). V řecké lize odehrál 13 utkání a vstřelil 1 gól, v chorvatské 33 utkání a dal 4 branky.